# Sirsaganj
Sirsaganj es  una ciudad y municipio situado en el distrito de Firozabad en el estado de Uttar Pradesh (India). Su población es de 32098 habitantes (2011). 

## Demografía
Según el  censo de 2011 la población de Sirsaganj era de 32098 habitantes, de los cuales 16748 eran hombres y 15350 eran mujeres. Sirsaganj tiene una tasa media de alfabetización del 81,41%, superior a la media estatal del 67,68%: la alfabetización masculina es del 84,82%, y la alfabetización femenina del 74,72%.